# Bolsa de Valores de Bombay
La Bolsa de Valores de Bombay (BSE por su denominación en inglés) es una bolsa de valores ubicada en la ciudad de Bombay, Maharashtra, India. Fue creada en 1875 y es considerada una de las bolsas de valores más rápidas de Asia, con una velocidad de 200 microsegundos y uno de los grupos financieros principales de la India y la bolsa de valores más antigua de la zona sur de Asia. Y para enero del 2015 la Bolsa de Valores de Bombay con una capitalización bursátil de 1.7 billones de dólares es la décima bolsa de valores más grande del mundo. En la BSE cotizan más de 5 000 empresas, por lo que se ubica entre los primeros puestos del ranking mundial.

## Historia
La Bolsa de Valores de Bombay es la más antigua de Asia. Sus orígenes se remontan a 1855, cuando cuatro comerciantes de acciones guyaratíes y uno parsi se reunían a la sombra de árboles de baniano frente al edificio municipal en Bombay. Estas reuniones se fueron realizando en distintos sitios en la medida que la cantidad de comerciantes aumentaba. Eventualmente el grupo se trasladó en 1874 a la calle Dalal y en 1875 se convirtieron en la organización oficial denominada "La Asociación Nativa de Comerciantes de Bolsa" ("The Native Share & Stock Brokers Association").
El 31 de agosto de 1957, la BSE fue la primera bolsa de valores en ser reconocida por el gobierno de la India según la Securities Contracts Regulation Act. En 1980, la bolsa se mudó a las Torres Phiroze Jeejeebhoy en la calle Dalal, distrito Fort en Bombay. En 1986, desarrolló el índice BSE SENSEX, permitiendo así medir en forma global la performance de la bolsa. En el 2000, la BSE utilizó ese índice para abrir su mercado de productos derivados, comerciando contratos a futuro de SENSEX. En el 2001 se implementaron opciones sobre el SENSEX y en el 2002 productos derivado, expandiendo la gama de productos que ofrece la plataforma de la BSE.
Históricamente la bolsa contaba con una sala donde la compra y venta de acciones se realizaba a viva voz, en 1995 la Bolsa de Valores de Bombay cambió a un sistema de comercio electrónico. Esta plataforma de comercio implementada mediante pantallas contaba con una capacidad de 8 millones de órdenes por día. La BSE también ha implementado el primer sistema mundial de comercio centralizado basado en internet, BSEWEBx.co.in para permitir que inversores ubicados en todo el mundo puedan invertir y realizar operaciones en la plataforma del BSE.